# SV Tapfer 06 Leipzig
SV Tapfer 06 Leipzig is een Duitse voetbalclub uit Leipzig, Saksen.

## Geschiedenis
De club werd in 1906 opgericht en sloot zich twee jaar later aan bij de Midden-Duitse voetbalbond. De club werd ingedeeld in de tweede klasse van de Noordwest-Saksische competitie. In 1923 promoveerde de club naar de eerste klasse, maar kon het behoud niet verzekeren. Er volgde zelfs een tweede degradatie op rij.
Na de Tweede Wereldoorlog werden alle Duitse voetbalclubs ontbonden. In 1947 werd in het clubregister geschreven dat de club officieel ontbonden werd. Er werd een nieuwe club opgericht SG Stahl Ost dat in 1950 de naam BSG Motor Mihoma aannam. In 1971 werd de naam Motor Mikrosa. De club speelde voornamelijk in de lage Kreisklasse.
Na de Duitse hereniging werd de naam FSV Tafper 1990 Leipzig aangenomen. Op 1 februari 2006, ongeveer 100 jaar na de oprichting van Tapfer 06 werd de naam gewijzigd en opnieuw de historische naam aangenomen.
In 2024 promoveerde de club naar de Sachsenliga.